# Josef Berger (Buchhändler)
Josef Berger (15. März 1891 in Römerstadt, tschechisch Rýmařov, Königreich Böhmen, Österreich-Ungarn – 10. Juni 1947 in Wien) war ein österreichischer Buchhändler. Von 1931 bis zu seinem Tod führte er die Buchhandlung J. Berger am Wiener Kohlmarkt.

## Leben
Berger entstammte einer katholischen Weberfamilie aus Römerstadt. Er erlernte das Buchhandelsgewerbe in den Jahren 1904 bis 1907 bei der Wiener Firma Stetter und entwickelte ein besonderes Interesse für die Antiquariatsabteilung. Von 1909 bis 1912 war er bei Heinrich Kirsch in der Singerstraße beschäftigt, danach bei Braumüller. Er heiratete Rosa Knell und arbeitete sich kontinuierlich nach oben.
Nachdem Hans Sachsel (1893–1950) die Buchhandlung F. Lang am Wiener Kohlmarkt übernommen hatte, trat Berger in das Unternehmen ein. Am 21. April 1922 wurde sein einziger Sohn, Gottfried, geboren. Am 4. März 1924 wurde er als Kollektivprokurist eingetragen. Berger war ein ausgesprochen bibliophiler Charakter, pflegte sowohl das klassische Sortiment, als auch das moderne Antiquariat und konnte mit seiner kompetenten und verbindlichen Art einen beachtlichen Kundenstock binden. Sachsel, ab 1919 auch Inhaber der Sortimentsbuchhandlung Wilhelm Braumüller & Sohn am Graben 21, entschloss sich zum Verkauf. Am 1. Juli 1931 wurde die offene Handelsgesellschaft Josef Berger und Heinrich Fischer (A 42/35a) gegründet. Josef Berger und sein Partner übernahmen die Buchhandlung, die nunmehr den Namen führte Berger & Fischer, vorm. F. Lang, Buchhandlung und Antiquariat. Vertretungsbefugt waren die beiden Buchhändler gemeinsam. Ab 1. Dezember 1936 war J. Berger schließlich Alleininhaber und Namensgeber der Buchhandlung. Der Firmenwortlaut wurde abgeändert auf „J. Berger Buchhandlung und Antiquariat“.
Josef Berger pflegte freundschaftliche Kontakte zu mehreren Schriftstellern, wobei seine weltanschauliche Neutralität ins Auge sticht. Das Spektrum der Dichter, die in der Buchhandlung verkehrten, reichte von Theodor Kramer, früher als Volontär dort beschäftigt, Jude und Gründungsmitglied der Vereinigung sozialistischer Schriftsteller, bis zu Bruno Brehm und Josef Weinheber, beide Antisemiten, Weinheber auch Parteimitglied der NSDAP ab 1931. Nach der Annexion Österreichs an Hitler-Deutschland mussten alle Buchhandlungen unerwünschtes Schrifttum abliefern. In der Buchhandlung Berger wurden von der Buchablieferungsstelle der Gestapo 1.509 Bände beschlagnahmt, nicht jedoch die verbliebenen Bändchen mit Lyrik Theodor Kramers. Diese wurden vom damaligen Lehrling Viktor Fink auf Anordnung seines Chefs in der oberen Schaufensterverkleidung versteckt und überstanden die NS-Zeit. Weinheber war Sohn eines Fleischhauers und einer Weißnäherin, stand also schon aufgrund seiner bescheidenen Herkunft dem Buchhändler, der aus der Provinz gekommen war, nahe. Nach dem Untergang des NS-Regimes nahm sich Weinheber das Leben.
In den Kriegsjahren stand der Inhaber zumeist allein im Geschäft, da seine Gehilfen zum Kriegsdienst eingezogen wurden. Der Sohn wurde in der Schlacht um Stalingrad schwer verwundet und musste erst genesen. Der Reingewinn des Unternehmens betrug per 31. Dezember 1945 S 67.759,32. Berger hatte die Buchhandlung dank des durchgehend gewinnträchtigen Antiquariats mit ruhiger Hand durch unsichere Gezeiten gesteuert. Am 25. Jänner 1947 übertrug Josef Berger seinem Sohn die Einzelprokura. Am 10. Juni 1947 verstarb er unerwartet im 56. Lebensjahr an den Folgen eines Schlaganfalls.
Danach ging das Unternehmen auf die Witwe über.

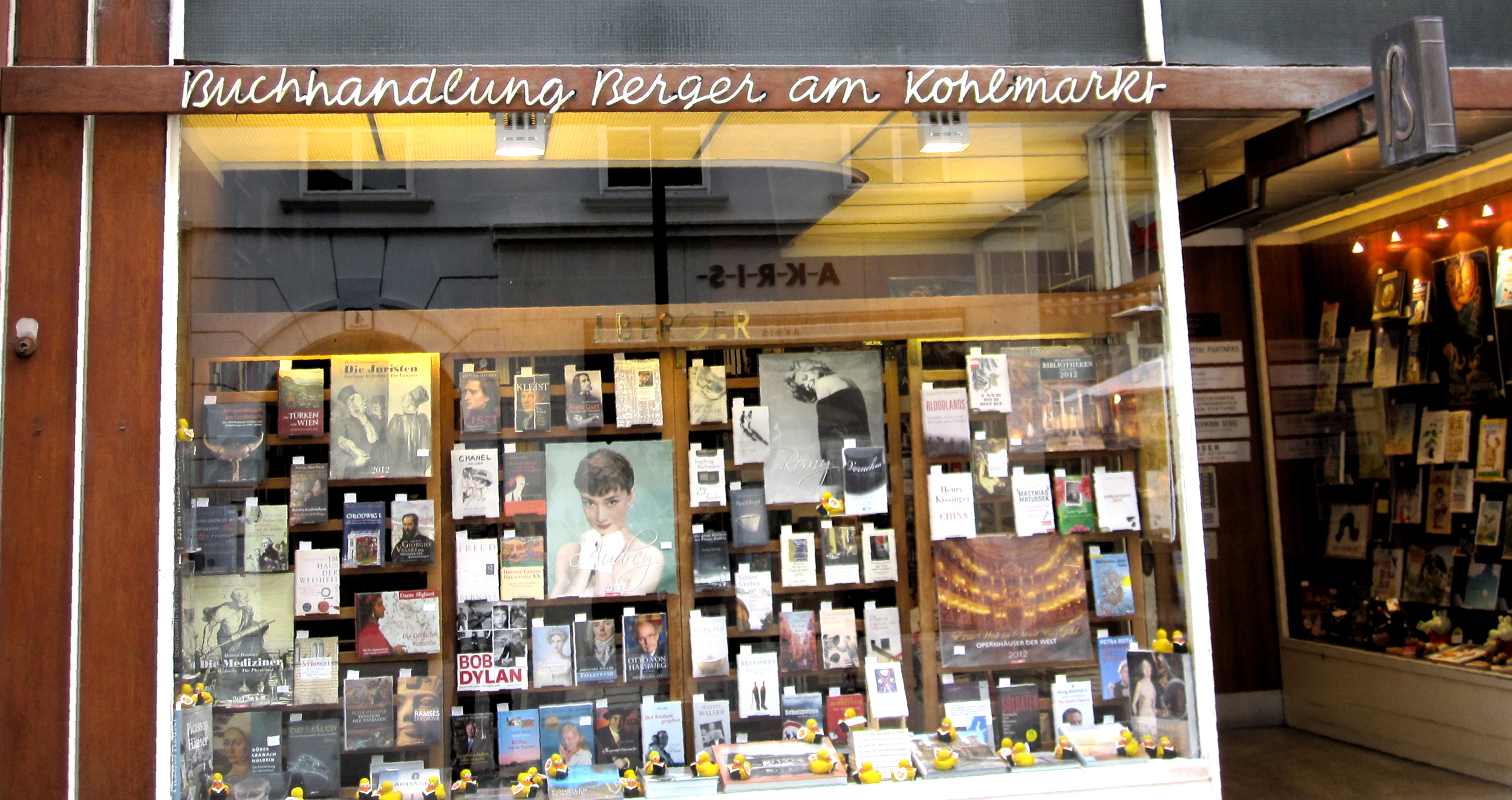
Buchhandlung Berger im Jahr 2011

Am 1. Juli 1955 übernahm Gottfried Berger die Buchhandlung. In dessen letzten Lebensjahren wurde der Betrieb von seiner Tochter Astrid Berger geführt.
Nach Gottfried Bergers Tod im Jahr 2012 wurde die Buchhandlung aufgelöst.